# مناورات سيف الربيع
مناورات سيف الربيع أو (بالإنجليزية: Spring Sword Maneuvers)‏ أو شمشير ابهار هي مناورات عسكرية تقيمها باكستان بهدف تطوير أداء العمليات الحربية وتقيم أداء القوات.